# Mozárbez
Mozárbez è un comune spagnolo di 417 abitanti situato nella comunità autonoma di Castiglia e León.